# Jozef Síkela
Jozef Síkela (ur. 17 czerwca 1967 w Pradze) – czeski polityk, inwestor i menedżer związany głównie z przedsiębiorstwami wchodzącymi w skład koncernu finansowego Erste Group, w latach 2021–2024 minister przemysłu i handlu, od 2024 członek Komisji Europejskiej.

## Życiorys
Ukończył studia w Wyższej Szkole Ekonomicznej w Pradze, w 1989 brał udział w organizacji strajków studenckich na tej uczelni. W połowie lat 90. podjął pracę w banku Creditanstalt, po fuzji z Bankiem Austria objął stanowisko dyrektora do spraw bankowości korporacyjnej w Czechach. Od 2001 kierował bankowością korporacyjną w banku Česká spořitelna, w 2007 przeszedł do pracy w przedsiębiorstwie Erste Bank na Ukrainie, którego w 2009 został dyrektorem generalnym. W latach 2010–2015 pełnił funkcję dyrektora generalnego banku Slovenská sporiteľňa na Słowacji. W 2015 wszedł w skład rady dyrektorów Erste Group, powierzono mu kwestie dotyczące klientów korporacyjnych i rynków finansowych oraz nadzorowanie inwestycji w segmentach bankowości korporacyjnej. W 2021 został partnerem grupy inwestycyjnej Prime Fund.
W listopadzie 2021 ugrupowanie Burmistrzowie i Niezależni wysunęło jego kandydaturę na urząd ministra przemysłu i handlu w rządzie Petra Fiali. Stanowisko to objął w następnym miesiącu. W 2024 został wskazany jako czeski kandydat na członka nowo tworzonej Komisji Europejskiej. W październiku tegoż roku zakończył pełnienie funkcji rządowej. Dołączył następnie do nowej KE kierowanej przez Ursulę von der Leyen (z kadencją od 1 grudnia 2024) jako komisarz do spraw partnerstwa międzynarodowego.

## Odznaczenia
- Order „Za zasługi” II klasy (Ukraina, 2023)[6]